# Reichsfluchtsteuer
Reichsfluchtsteuer (z niem. podatek od ucieczki z Rzeszy) – podatek wprowadzony 8 grudnia 1931 roku w czasie Wielkiego kryzysu. 25-procentowy podatek został nałożony na osoby, których wartość majątku przewyższała 200 tys. RM (marka obowiązująca w Rzeszy) lub ich dochód roczny przekraczał 20 tys. RM.
Przed rokiem 1933 dochód osiągnięty z tego podatku wyniósł około 1 miliona RM. Wraz ze wzrostem terroru i nasileniem się wyjazdów z Rzeszy, „Podatek od ucieczki z Rzeszy” stanowił znaczącą część dochodu Rzeszy. W 1933 roku dochód z podatku wyniósł 17 milionów RM, a w 1938 roku osiągnął swoje apogeum w wysokości 342 milionów RM. W sumie wpływy z „Podatku od ucieczki z Rzeszy” wyniosły 941 milionów RM. Według oszacowań podatek ten w 90 procentach pochodził od obywateli prześladowanych ze względów rasistowskich.
„Podatek od ucieczki z Rzeszy” zapłacony przez Marię Bonaparte umożliwił Freudowi wyjazd w czerwcu 1938 roku z Wiednia do Anglii.